# Лаишевка (Ульяновск)
Лаишевка — село в городском округе город Ульяновск Ульяновской области.

## География
Село расположено на левом берегу реки Свияги, примерно в 14 км к северо-западу от центра города.

## История
Село было основано в 1648 году под названием Лебяжья слобода Лаишевских переведенцев. В последующем за селом закрепилось название Лаишевка — от села Лаишево под Казанью, откуда и прибыли первые жители села, 100 конных казаков. В слободе были построены первая каменная часовня (1654) и большая мельница.
В 1708 году казаки были переведены в Приазовье, в середине XVIII века земли проданы статскому советнику князю Сергею Ивановичу Репнину, после смерти которого (1761) село купил Я. Б. Твердышев (1693—1783) — купец, владелец заводов на Урале; в Лаишевке им были построены медеплавительный завод и суконная фабрика (единственная на то время в Симбирской провинции; на фабрике работало 30 человек, сукна торговались в Оренбурге).
В 1768 году здесь бывал путешественник Паллас, Пётр Симон.
В 1780 году село Воскресенское Лаишевка тож вошло в состав Симбирского уезда Симбирского наместничества, в котором жило 352 ревизских души.
После 1783 года селом владела племянница Я. Б. Твердышева Ирина Ивановна Бекетова (1741—1823) (в этот период в селе насчитывалось 70 дворов; в 1788 году полковником Петром Афанасьевичем Бекетовым была построена каменная Воскресенская церковь Престолов в ней два: главный — в память обновления храма Воскресения Христова и в приделе — во имя преп. Сергия Радонежского. В селе каменная часовня (утрачена), затем — её дочь Екатерина Петровна Кушникова (1772—1827), внучка Софья Сергеевна Бибикова (1807—1882).
Последняя владелица села — графиня Зоя Дмитриевна Кассини (1840—1906) — сделала его одним из передовых в Симбирской губернии: отремонтировала мельницу, применила рядовой посев зерновых, разводила породистый скот; общая площадь её земель составляла около 4000 десятин.
В 1859 году село Лаишевка, во 2-м стане, по почтовому тракту из Симбирска в г. Казань, имелось: Церковь православная 1. Почтовая станция.
В 1888 году в селе была открыта школа.
В 1903 году насчитывалось 155 дворов.
В 1919 году в селе была установлена Советская власть, в 1929 — организован первый колхоз «14 лет Октября» (позднее — совхоз «Лаишевский»).
В 1942 году, рядом с селом открыта станция «Лаишевка» (ныне посёлок Станция Лаишевка), в связи со строительством железной дороги — Волжская рокада.
В 1954 году Лаишевский сельский Совет был включён в состав Подгорно-Каменского сельского Совета.
20 января 1976 г. Подгорно-Каменский сельский Совет был переименован в Лаишевский.
В 1988 году Лаишевский сельский совет был административно подчинён Ленинскому районному совету народных депутатов города Ульяновска, в 1993 — упразднён.

## Население
В 1780 году -  352 ревизских душ. В 1820-е годы в селе проживали 352 мужчины и 395 женщин, в 1859 году 252 муж. и 278 жен.; В 1900 году - 393 м. и 408 ж.; в 1903 году — 355 мужчин и 362 женщины. В годы Великой Отечественной войны более 300 жителей села ушли на фронт, из них 141 погиб.
| 1820 | 1903  | 1996   | 2010   |
| ---- | ----- | ------ | ------ |
| 747  | ↘ 717 | ↗ 1735 | ↘ 1707 |

### Известные жители
- Григорий Сергеевич Растёгин (1902, Лаишевка — 1971, Ульяновск) — 1-й секретарь Башкирского областного комитета ВКП(б) (1939).

## Улицы и объекты

### Улицы
ул. Адонкина

снт Вишневый сад

ул. Гаджиева

снт Здоровье

ул. Казанская

Казанское ш.

ул. Климова

ул. Колышкина

ул. Кооперативная

снт Малинка

ул. Малиновая

ул. Мира

ул. Молодежная

ул. Набережная

ул. Новая

ул. Пензенская

Пензенский 1-й пер.

Пензенский 2-й пер.

ул. Полевая

ул. Репнина

ул. Садовая

ул. Сафонова

ул. Саши Ковалёва

ул. Северная

ул. Советская

снт Сокольники

ул. Станционная

ул. Тарасова

ул. Тополиная

ул. Школьная

### Инфраструктура
В селе имеются общеобразовательная школа, Нет Дома культуры.
Транспорт
Автобусное сообщение с центром Ульяновска, Железнодорожным и Засвияжским районами:
- маршрут № 95 до ТЦ Пушкаревское кольцо, утром по будням;
- маршрутное такси № 37 до железнодорожного вокзала и ДК «Современник»;
- маршрутное такси № 139 из Тимирязевского до вещевого рынка на Олимпийском проспекте[14].

Железнодорожное сообщение — по ст. Ульяновск-Центральный. По ближайшему одноимённому разъезду, находящемуся в посёлке Лаишевка примерно в 5 км северо-западнее села, пассажирское (в том числе пригородное) сообщение не осуществляется.

## Достопримечательности
Монумент «Никто не забыт, ничто не забыто» — в память о погибших на войне; установлен в центре села в небольшом парке.

## Комментарии
1. ↑  Мельницу на р. Свияге в начале XVIII века построил канцелярист Пётр Иванов Муромцев, основатель Симбирского Покровского монастыря[2].
2. ↑  Сергей Иванович Репнин (11.9.1718 — 1.1.1761)[4] — сын Ивана Аникитича Репнина (1686/1696 — 1727/1737) и Марфы Яковлевны (Лобановой-Ростовской; до 1691—1719), внук генерал-фельдмаршала А. И. Репнина (1668—1726), брат Петра Ивановича Репнина.
3. ↑  Ирина Ивановна — дочь И. С. Мясникова[2] (1710—1780), симбирского купца, владельца горных заводов на Урале, и Татьяны Борисовны Твердышевой; была замужем за полковником П. А. Бекетовым (1732—1796), сыном симбирского воеводы А. А. Бекетова (?—1771)[3].
4. ↑  Екатерина Петровна была замужем за сенатором С. С. Кушниковым (1765—1839)[3].
5. ↑  Софья Сергеевна была замужем за Д. Г. Бибиковым (1792—1870), министром внутренних дел (1852—1855)[3].
6. ↑  Зоя Дмитриевна (1840 — 5.12.1906, Виши; похоронена в Александро-Невской лавре) — дочь министра внутренних дел Д. Г. Бибикова и Софьи Сергеевны, урожд. Кушниковой; вдова князя Евгения Александровича Львова (1.10.1832 — 23.6.1876); замужем за графом А. П. Кассини (1835—1919), дипломатом. С конца XIX века жила в Париже[2][3]. Её дочь — Маргарита (1882—1962), замужем за дипломатом Александром Лоевским (1877—?); внуки — Олег Кассини (1913—2006), американский дизайнер одежды[2][3], и Игорь Кассини, (1915—2002), американский журналист.
7. 1 2 3  Мартынов П. Л. Селения Симбирского уезда. — 1903. (цит. по[3])
8. ↑  Решение Ульяновского облисполкома от 3 мая 1988 г. № 200[3].
9. ↑  Указ Президента РФ от 09.09.1993 № 1617 «О реформе органов власти и местного самоуправления»; распоряжение главы администрации Ульяновской области от 12.10.1993 № 1018-р[3].
10. ↑  По другим данным — 156 участников войны, из них погибли 73[2].